# 马代鲁
马代鲁（葡萄牙語：Madeiro）是巴西皮奥伊州的一个市镇。总面积177.219平方公里，总人口7660人，人口密度43.2人/平方公里。